# 気多神社 (豊岡市)

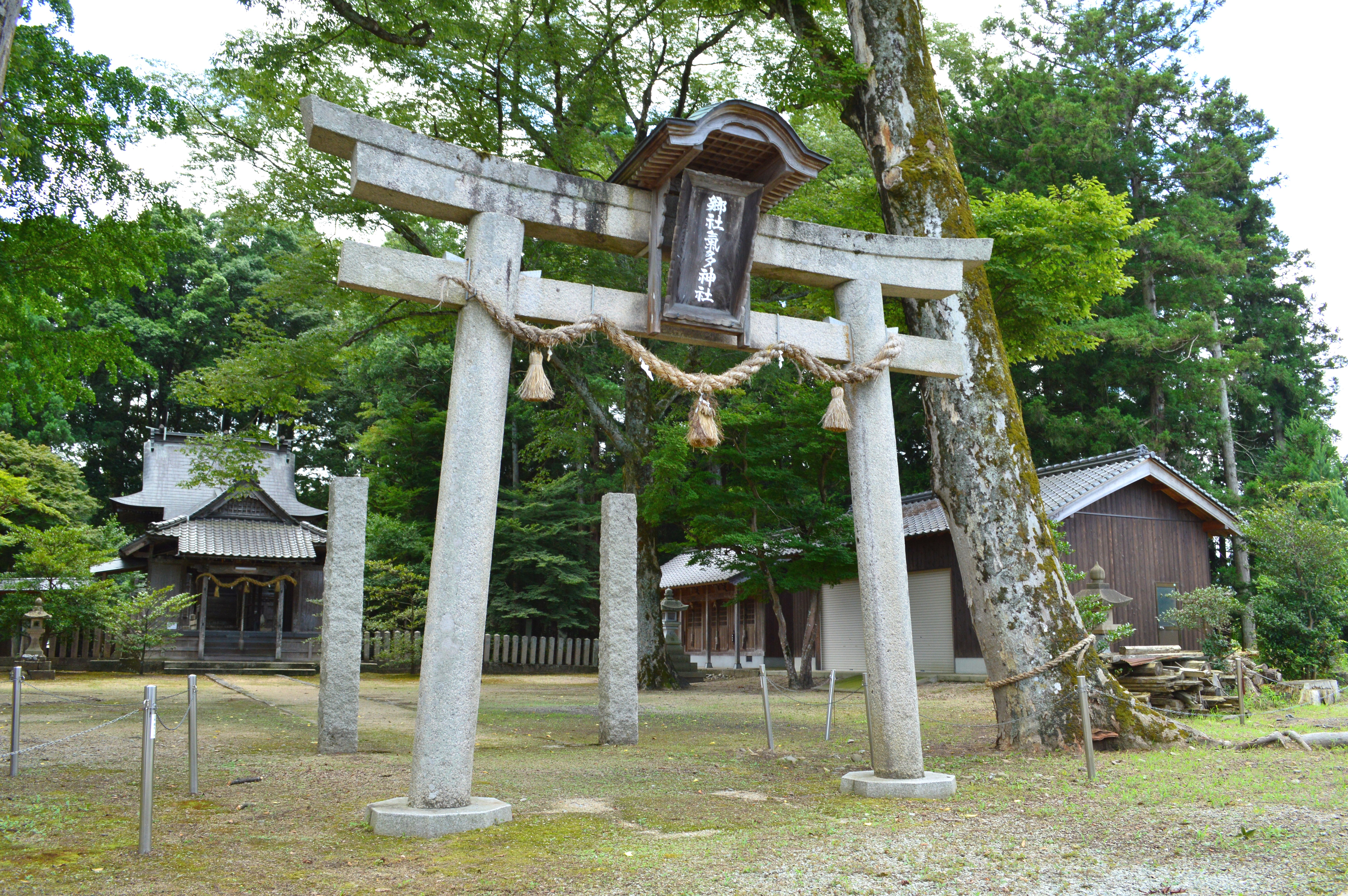
鳥居

気多神社（けたじんじゃ）は、兵庫県豊岡市日高町上郷にある神社。式内社、但馬国総社で、旧社格は郷社。
旧称は「惣社気多大明神」。

## 祭神
祭神は次の1柱。
- 大己貴命（おおなむちのみこと）

## 歴史

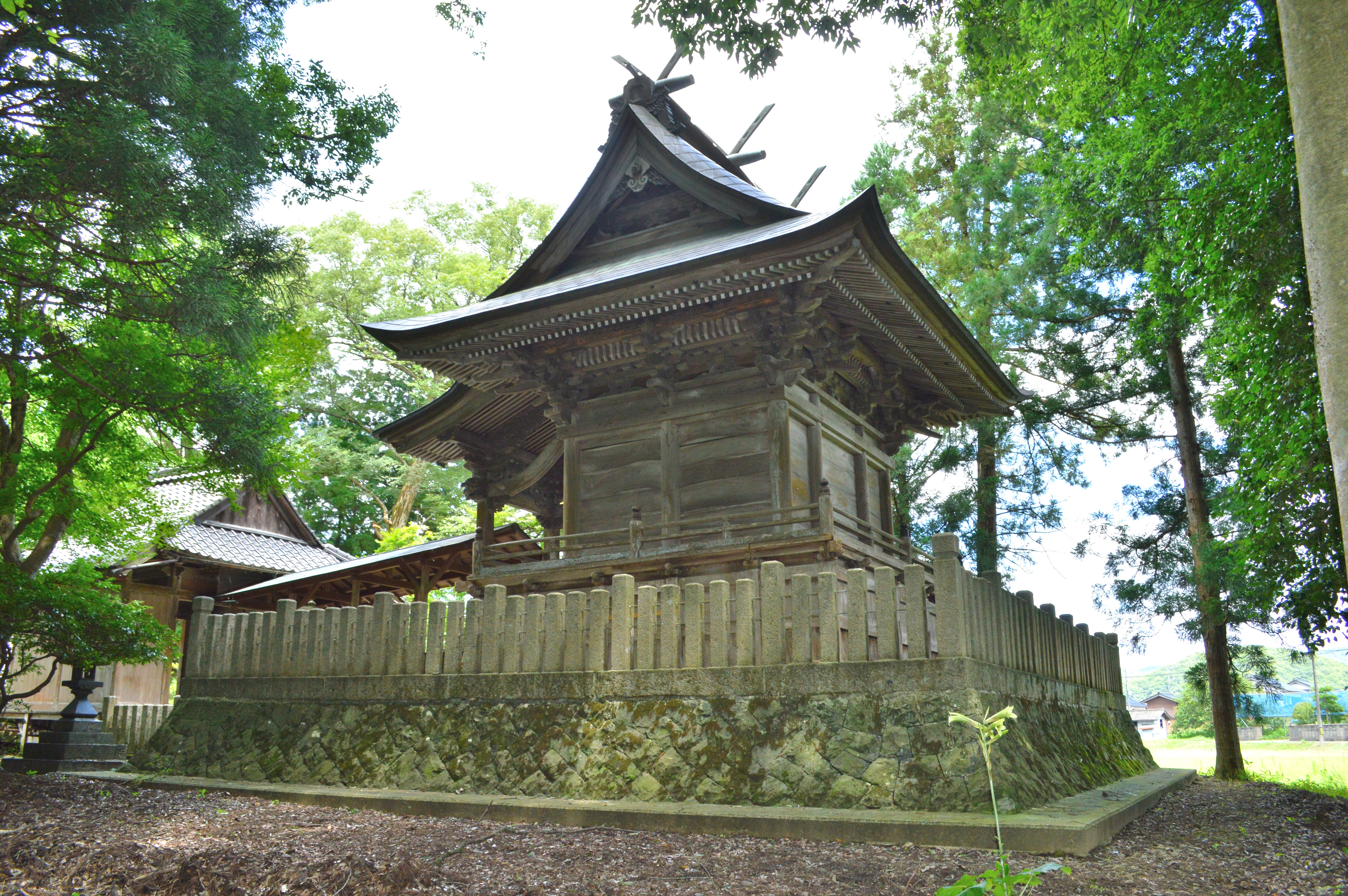
本殿

社伝では、国司文書において神武天皇9年に気立（気多）の丘に創建された旨の記述があるとするが、詳らかではない。『播磨国風土記』宍禾郡御方里条では、葦原志許乎命（大己貴命）と天日槍命が黒葛を投げて国占を争ったという伝説が記され、葦原志許乎命の投げた黒葛3本のうち1本は但馬気多郡に落ちたと伝えることから、郡名を冠する当社は早くより鎮座したものと推測される。また社名から、能登国一宮の気多大社（石川県羽咋市）を始め各地の気多神社との関連が指摘される。
延長5年（927年）成立の『延喜式』神名帳では但馬国気多郡に「気多神社」と記載され、式内社に列している。
平安時代頃から、各令制国の国府近くには国内の神を合祀した総社が設けられるようになるが、気多神社はそのうちの但馬国の総社とされる。弘安8年（1285年）の「但馬国大田文」に見える「惣社」に比定されるほか、応永34年（1427年）の奉納銘を有する鰐口（気多神社蔵、豊岡市指定文化財）にも「但州気多惣社大明神」と記されている。
上記の「但馬国大田文」では、惣社社領として気多郡内に大般若田4町、三十講田1町5反、毘沙門堂田5町7反、毘沙門講田1町、三昧田1町7反60歩が記載されている。
明治維新後、明治3年（1870年）に社名をそれまでの「惣社気多大明神」から「気多神社」に改称し、明治6年（1873年）に近代社格制度において郷社に列した。

## 摂末社
下記の境内社5社などがある。
- 八坂神社
- 須賀神社
- 八幡神社
- 稲荷神社
- 愛宕神社

## 文化財

### 豊岡市指定文化財
- 有形文化財[5]
  - 気多神社の鰐口 1口（工芸品） - 室町時代、応永34年（1427年）奉納銘を有する鰐口[2]。昭和52年3月29日指定。